# Suzuki GSX-R 750

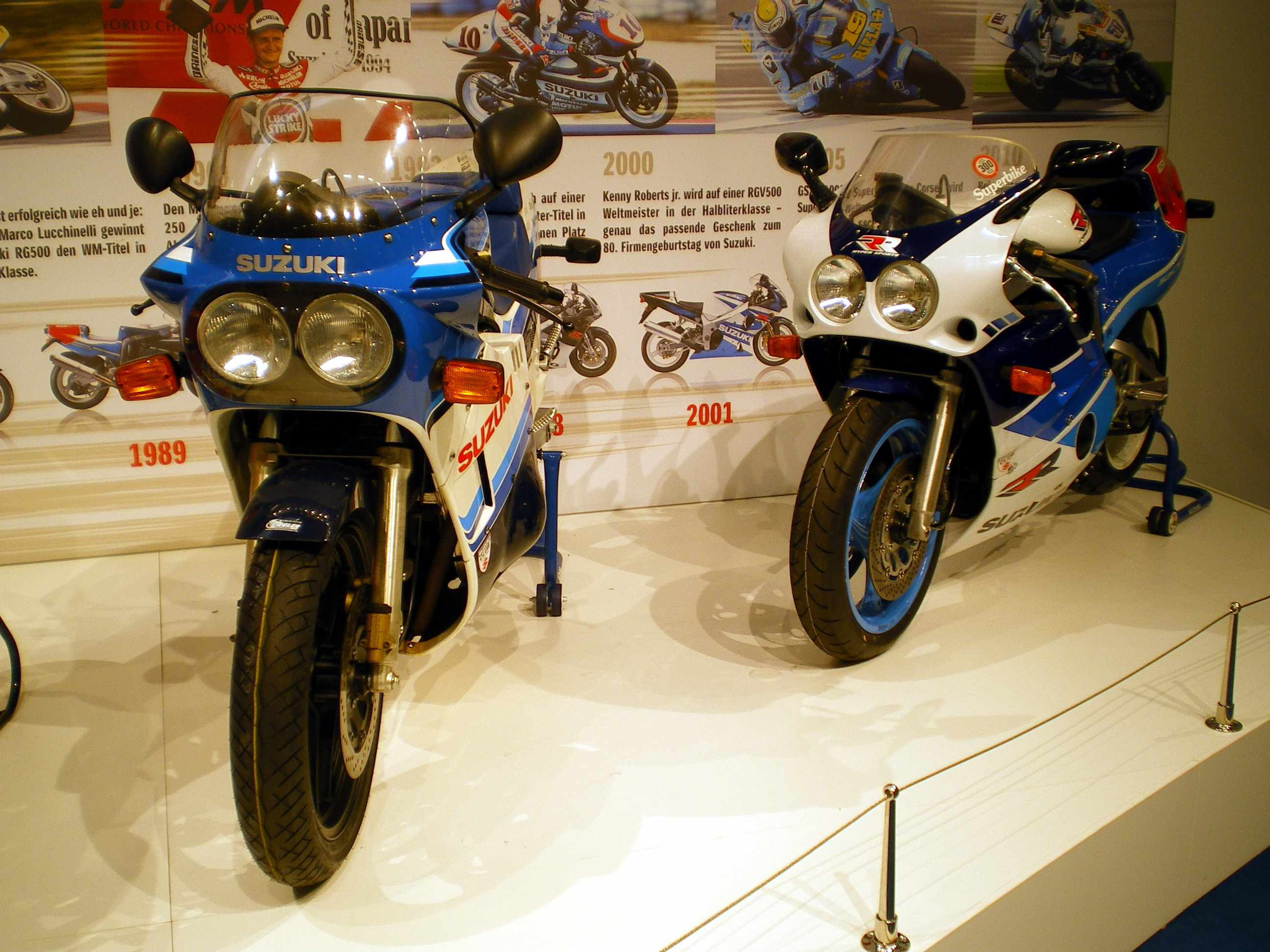
GSX-R 750 modèle 1985 et GSX-R 750 R modèle 1989.

La Suzuki GSX-R 750 est un modèle de moto de 750 cm3 faisant partie de la catégorie des sportives (GSX-R) construit par le fabricant japonais Suzuki.

## Historique
Apparue en 1984 au Japon, la GSX-R 400 est la première hypersport de la marque Suzuki. La GSX-R 750 apparue l'année suivante, en 1985 est l'instigatrice de la mode des « réplicas » de grosses cylindrées quatre temps, le deux temps étant réservé aux séries RG Gamma (RG 250, RG 500). À cette époque, seuls quelques préparateurs comme le français Martin proposaient des motos avec les caractéristiques proches des modèles de compétition. La production restait très confidentielle. Suzuki franchit le pas et commercialisa en grande série une machine directement issue de la piste, plus particulièrement des courses d'endurance.
Toutes les machines, de la 250 à la 1100, utilisent la même architecture moteur, à savoir un quatre cylindres en ligne à quatre temps à double arbre à cames en tête et seize soupapes. Jusqu'en 1992, la 750 était mue par un moteur à refroidissement air/huile appelé « SACS », une technologie issue de l'aéronautique breveté par Rolls Royce en 1924 pour les moteurs Merlin. Elle passe au refroidissement liquide en 1992. Équipée d'un cadre MR-Albox en aluminium, il faudra attendre 1996 et la 750 SRAD pour que la GSX-R soit dotée d'un cadre périmétrique.

## Naissance de la GSX-R 750 SACS

### 1985 (F)
Présentée en septembre 1984 au Salon de la Moto de Cologne, la GSX-R 750 arrive sur le marché en 1985 au tarif de 42 500 F, soit un an après sa petite sœur de 400 cm3. Les constructeurs japonais ne proposaient alors que des réplica deux temps de leurs machines de course, telles que les Yamaha RD500LC, Honda NSR 400 et Suzuki RG500.
Etsuo Yokouchi, directeur de course chez Suzuki, est l'instigateur de cette machine exploitant un moteur quatre temps et s'affirmant être « une moto de course sur route ». Le cahier des charges est de concevoir une moto sportive de 100 ch qui soit 20 % plus légère que ses rivales.

#### Développement
C'est la Suzuki GS 1000 R du SERT (Suzuki Endurance Racing Team) championne du monde d'endurance en 1983, qui servira de base à sa conception. Après le choix d'un cadre entièrement en aluminium et l'orientation vers une architecture moteur à 4 cylindres en ligne, l'équipe de Yasunobu Fuji est confronté à un problème de refroidissement. En effet, un refroidissement liquide serait trop lourd tandis qu'un refroidissement à air insuffisant. C'est finalement un refroidissement air/huile inspiré de l'aéronautique et notamment du Mustang P51 qui est retenu. Ce système sera utilisé sur des modèles Suzuki jusqu'en 2006 (Bandit 650 et 1200).
L'équipement est également soigné avec béquille, sélecteur de vitesse et pédale de frein en aluminium, carter de boite ajouré (embrayage à sec) et platines de repose pieds type compétition.
Les avancées technologiques inspirent le marketing et donnent naissance à un grand nombre d'appellations : MR-Albox pour le cadre, SACS ou Suzuki Advanced Cooling System pour le système de refroidissement, Vortex pour l'échappement, fourche PDF, freinage DPBS avec DOP, suspension Full Floater, chambre à combustion TSCC ou Twin Swirl Combustion Chamber ainsi qu'un moteur « DOHC ». Côté design, on retrouve une forte inspiration des prototypes d'endurance par la forme des carénage et le double optique avant.

#### Accueil du public
Les retours des essayeurs étaient mitigés à sa sortie. Le manque de rigidité du cadre engendrait une tenue de route médiocre à haute vitesse et la roue avant de 18 pouces ne permettait pas une maniabilité à la hauteur des concurrentes. Suzuki admet, dans un but de gain de poids, avoir réduit le nombre d'éléments du cadre et eu des difficultés à conserver la rigidité et la fiabilité des cadres aciers. Cependant le succès commercial du GSX-R 750 est incontestable, ses performances supérieures et ses résultats en compétitions lui permirent de bâtir une solide réputation. Elle remporte les 24 Heures du Mans moins de 4 mois après sa sortie tandis que 14 000 exemplaires seront vendus dans le monde dont 1198 en France.

#### Performances
Le poids à sec est de 176 kg grâce à son cadre MR-Albox en aluminium qui ne pèse que 8,1 kg. Le moteur SACS supercarré développe 100 ch à 10 500 tr/min. La partie-cycle a des équipements rappelant la compétition : fourche de 41 mm avec anti plongée, suspension arrière monoamortisseur et étriers de freins Nissin avec disques percés.
La « Gex » a été chronométrée à plus de 238 km/h et abat le 400 m départ arrêté en 11,3 s.

#### 1986 (G)
Le carénage inférieur est modifié et se rapproche de la roue avant. Pour améliorer la stabilité le bras oscillant est allongé. Les disques avant passent à 300 mm, enfin une nouvelle grille moins perforée fait son apparition sur l'échappement « Vortex ».

##### Limited Edition
À sa sortie la GSX-R 750 Limited Edition valait la bagatelle de 60 540 F soit 28 % de plus que le modèle de base.
Elle dispose d'un équipement plus performant que l'origine :
- embrayage à sec avec carter spécial ajouré ;
- carter de pignon de sortie de boite en magnésium ;
- carter de chaine, patte d'ancrage d'échappement et protège pied en alu ;
- selle monoplace ;
- té supérieur alu taillé dans la masse ;
- dispositif anti-plongée de fourche à commande électrique (NEAS) ;
- disque avant flottant diamètre 310 mm ;
- amortisseur de direction ;
- amortisseur arrière à bonbonne séparée ;
- chaine couleur or.

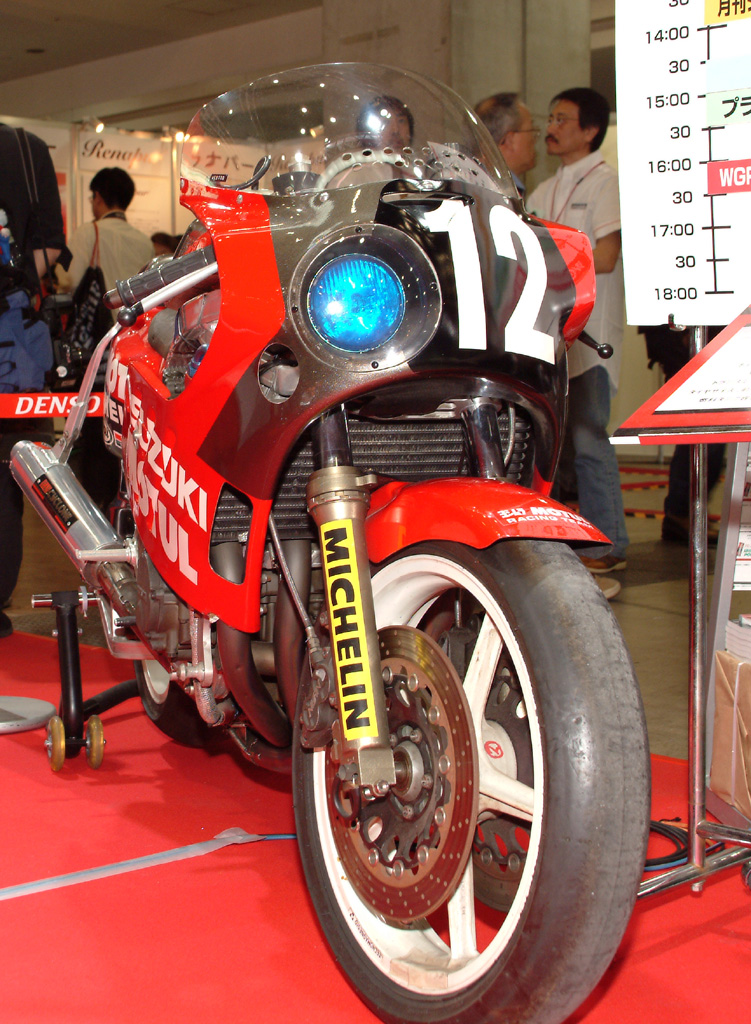
GSX-R 750 Yoshimura/Motul de course d'endurance (1986).

La critique du numéro 753 de Moto Journal à son égard est sévère : 

« Hélas, mille fois hélas, la Limited revendique une totale adaptation à la course, sans pouvoir d'origine et par la force des choses, offrir des performances et les sensations d'une vraie machine de compétition… Il n'en reste pas moins que pour six briques, l'éventuel amateur se sentira frustré de savoir qu'elle n'offre que les performances du modèle de base. »

Seulement mille exemplaires ont été produits, ce qui en fait un collector.

#### 1987 (H)
La Suzuki prend l'appellation commerciale GSX-R 750 H (le « H » correspond au code année Suzuki). Son réservoir d'essence est modifié et contient dorénavant 21 litres contre 18,5 auparavant. La couleur bleue est au catalogue tout comme le rouge/noir inspiré des Suzuki Yoshimura. On note que malgré le nouveau dessin du réservoir et l'augmentation de l'empattement depuis 1986, la moto n'a pas pris un gramme alors qu'au Japon elle est annoncée pour 181 kg.[réf. nécessaire]La Limited Edition reste au catalogue pour sa dernière année et est vendue en France sous l'appellation GSX-R 750 R.
L'année 1987 est également le premier titre mondial d'endurance pour la GSX-R 750.

### 1988 (J)
Le modèle de 1988 (type GR77B) améliore sensiblement les performances de la première version. Le travail s'est porté en particulier sur la tenue de route, mais c'est la moto entière qui a été remaniée : partie-cycle, moteur et carénages sont revus. Le poids est également en hausse avec 195 kg à sec, soit 19 kg de plus que la génération précédente. Un double silencieux d'échappement noir fait son apparition.

#### Amélioration partie-cycle
Le nouveau cadre est issu de la compétition dont il reprend les cotes et offre 70 % de rigidité supplémentaire. Il est accompagné d'un nouveau bras oscillant rigidifié et allongé de 12 mm qui permet de gagner en stabilité. Des jantes aluminium à trois branches creuses font leur apparition et passent à une taille plus conventionnelle de 17 pouces. Elles sont chaussées d'origine de pneus Michelin radiaux. La fourche Showa gagne en diamètre et est réglable en compression et en détente.

#### Amélioration moteur
Le moteur se logeant dans le nouveau cadre est également revisité. Son alésage est modifié (73 × 44,7 mm) et permet de monter davantage en régime : jusqu'à 13 500 tr/min. Les soupapes voient leur diamètre augmenter et l'admission améliorée avec des carburateurs de 36 mm. Un système d'alimentation en air forcé baptisé « DAIS » fait son apparition : deux conduits sur la face avant suralimentent la boîte à air. Le bridage de la version française est effectué par l'échappement.
Puissance et couple sont en hausse avec 112 ch à 10 000 tr/min et 7,2 kg m à 9 000 tr/min. Le moteur est également devenu davantage disponible à bas régime.

#### Carénages
Le carénage est entièrement redessiné même s'il conserve ses deux emblématiques phares ronds. Plus aérodynamique, sa pénétr[ation dans l'air est améliorée de près de 6 % avec un coefficient de traînée et un appui meilleurs que sur le précédent modèle.
Coloris disponibles : bleu/blanc, rouge/blanc.

#### 1989 (K)
La GSX-R 750 évolue très légèrement, l'échappement 4-en-2 inox troque sa teinte noire contre du chrome et le levier de frein devient réglable. Les coloris sont légèrement modifiés mais restent sur les mêmes teintes : bleu/blanc et rouge/blanc. Les Anglais auront une version noir/gris.

##### Série spéciale « Minolta»
L'importateur français fabrique sa version spéciale « Minolta » limitée à deux cents exemplaires. Des autocollants sont appliqués sur les côtés du carénage et une plaque numérotée fait son apparition sur le té de fourche.

##### Version Race Replica (GR79C)

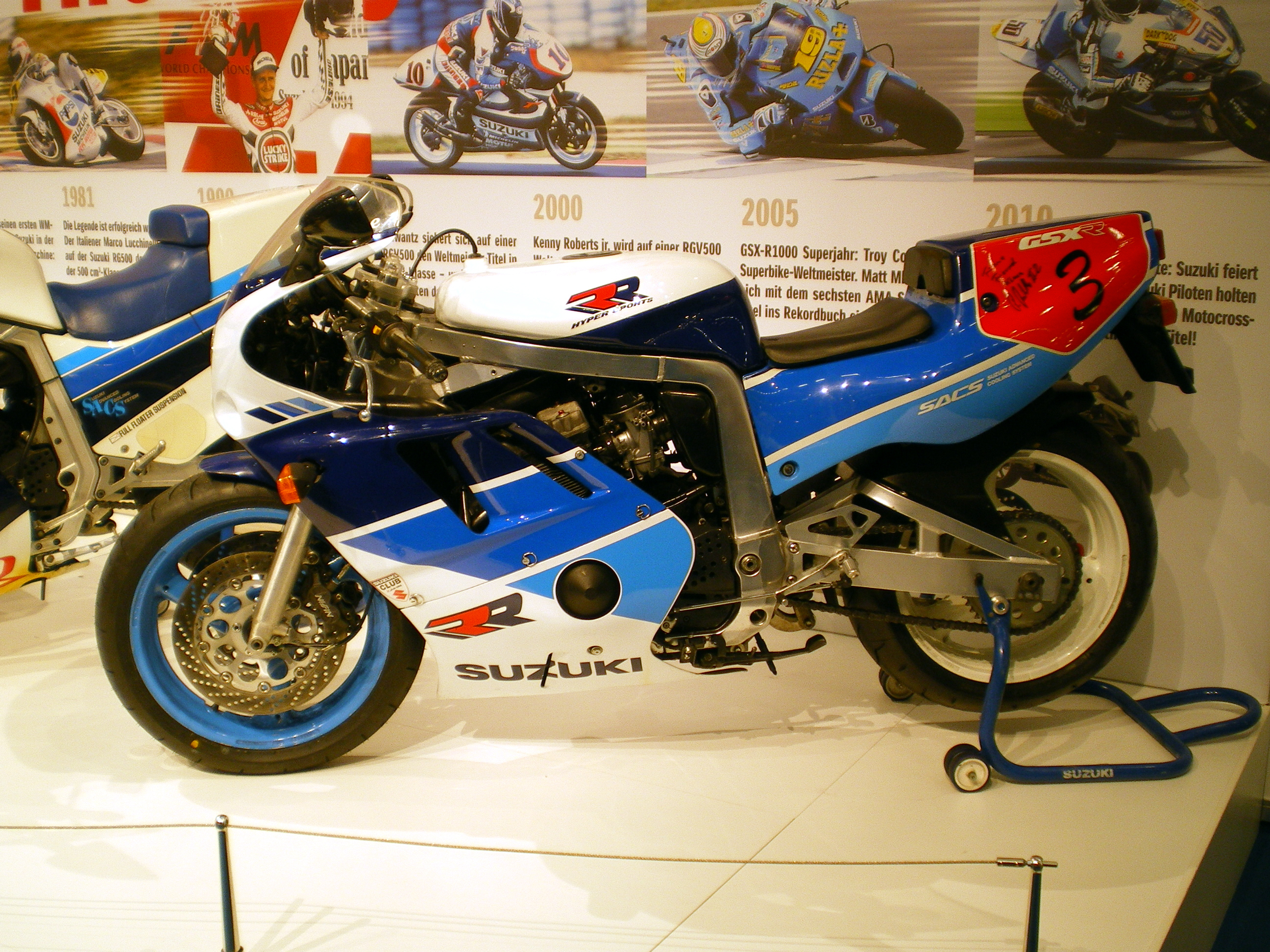
Suzuki GSX-R 750 R modèle 1989.

Face à l'assaut des Honda RC30 et Yamaha OW01, Suzuki sort une Race Replica baptisée GSX-R 750 R que les puristes appellent de nos jours RR ou RK. Elle n'aurait été fabriquée qu'à cinq cents exemplaires. La brochure officielle affirme « se situe exactement entre la machine d'usine d'Hervé Moineau et la GSX-R 750 classique ».
Le moteur est profondément revu, les carburateurs passent de 36 à 40 mm de diamètre, l'alésage est modifié pour diminuer la course (70 × 48,7 mm). Bielles et vilebrequins sont retravaillés et le refroidissement amélioré avec un deuxième radiateur. Les rapports de boîte de vitesses sont modifiés, la première a été allongée. Le bras oscillant est renforcé dans sa partie supérieure, le réservoir aluminium et l'échappement 4-en-1 « Slingshot » sont de série. Un embrayage à sec renforcé était disponible en option.
La GSX-R 750 R est identifiable par sa selle monoplace et son carénage plus fin et agressif.
Son poids final est de 187 kg soit 8 kg de moins que sa sœur. La puissance est portée à 120 ch.
Elle disparait du catalogue dès 1990.

### 1990 (L)
La version GR7AD est une évolution notable du modèle sur le plan mécanique, beaucoup d'éléments de la version « Race Replica » sont intégrés. Le carénage quant à lui évolue peu.
Le train avant est dorénavant équipé d'une fourche inversée Kayaba de 41 mm appelée « Upside Down », une première sur une sportive de série. La partie-cycle se dote aussi d'un amortisseur de direction qu'elle emprunté à la GSX-R 750 R tout comme l'amortisseur arrière à bonbonne séparé. Enfin, la Suzuki est équipée d'une ligne 4 en 1 tout en inox. Le moteur reprend les cotes type « longue course » de la version RR et se dote de carburateurs BST de 38 mm.
Référence des 750 SACS toutes versions confondues, la GSX-R 750 L (modèle 1990) pèse 193 kg et est mesurée à 95 ch à la roue arrière soit 115 ch au vilebrequin (la transmission de la puissance du moteur à la roue se fait en perte, cela est dû aux frottements à travers l'ensemble des pièces mécaniques).

### 1991 (M)

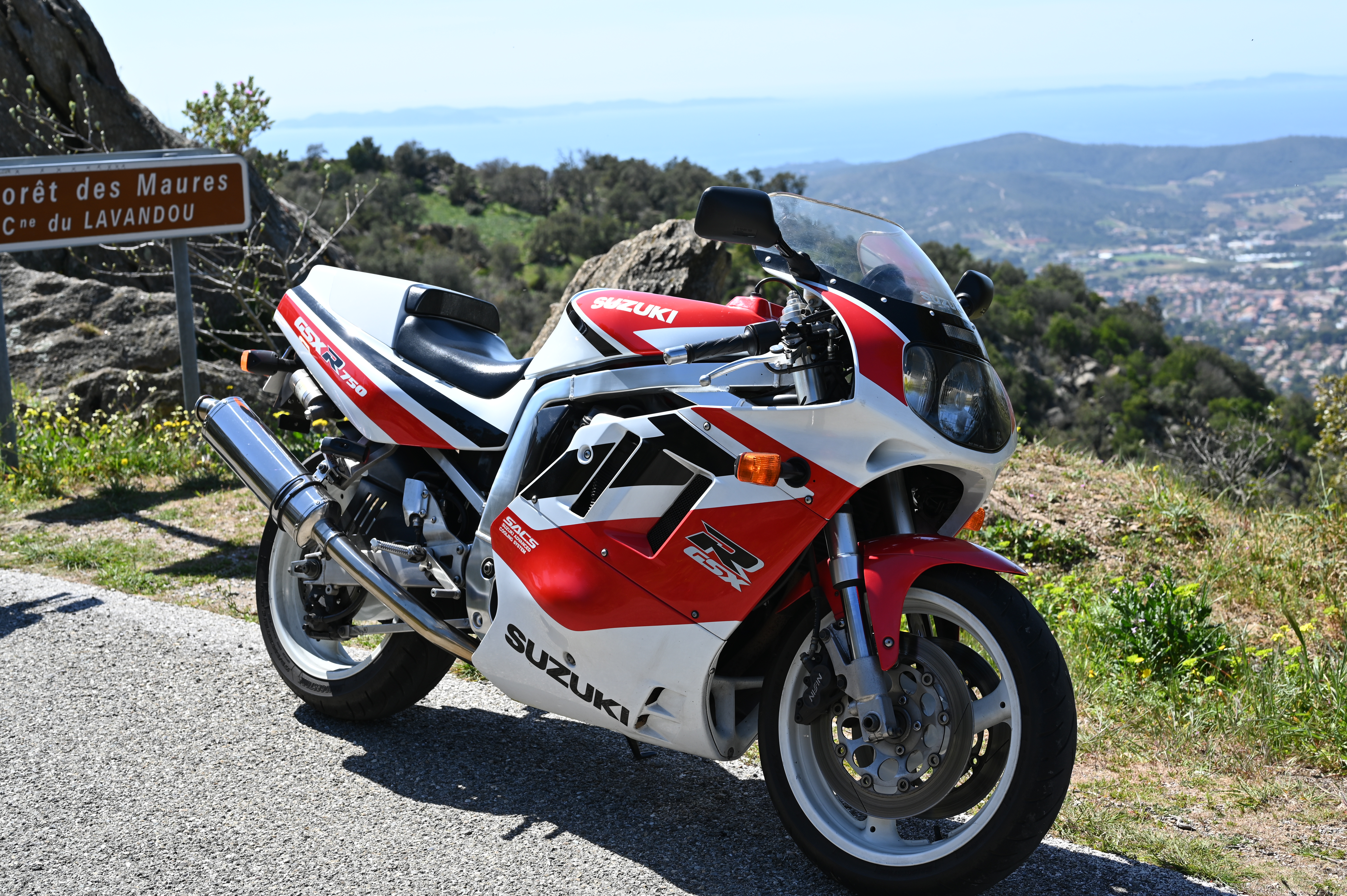
Le modèle rouge de 1991.

La GSX-R 750 M est la dernière à utiliser un moteur refroidi avec le système air/huile, le marché américain mis à part où elle continuera à y être commercialisée.
Les changements sont minimes : l’aérodynamisme a de nouveau été amélioré avec nouveau carénage et le moteur se dote d'une nouvelle culasse. À noter que pour la première fois sur le 750 cm3 SACS, les soupapes obtiennent un réglage par calage pour remplacer le système à vis.
La cylindrée passe à 749 cm3 et la puissance augmente d'1 ch pour atteindre 116 ch. Le poids grimpe à 208 kg, soit 15 kg de plus que la version précédente « L ».

## Apparition du refroidissement liquide

### 1992 (N)
La GSX-R 750 WN est la 4e génération et la première de la série à adopter un refroidissement liquide, le « W » signifiant water cooling et « N » pour l'année. Parallèlement, une GSX-R 750 N identique au modèle « M » de 1991 continue à être commercialisée sur le marché américain pendant un an. Pour la commercialisation en France, trois coloris sont disponibles : bleu/blanc, noir/fuchsia et noir/gris.
Les performances au chronomètre de cette version sont comparables au précédent millésime, le gain de couple et de puissance compensant l'augmentation du poids de la machine.

#### Mécanique
Le moteur gagne en puissance et atteint 118 ch pour 7,44 kg m. Il se dote d'un radiateur d'eau mais conserve un radiateur d'huile. Selon une légende tenace, cette première version rencontrerait des problèmes de fiabilité qui seront pris en charge par la marque.
Le nouveau cadre double berceau gagne 24 % de rigidité et se dote d'une fourche inversée réglable tout comme le monoamortisseur à bonbonne séparée. Le poids à sec atteint 208 kg sur ce millésime.

#### Évolutions
Seuls des changements mineurs sont opérés en 1993 sur la cosmétique et le moteur. L'année suivante, la GSX-R 750 WR (1994) est totalement revue : elle perd 6 ch et 9 kg, se dote d'étriers de frein six pistons et d'un large pneu arrière de dimensions 180/55 ZR17.

#### Édition SPR
Une édition limitée SPR superbike a été commercialisée en 1994 et 1995. Il s'agit d'un modèle 1994 doté notamment d'une boite de vitesses aux rapports plus courts et de carters magnésium. La puissance est augmentée à 118 ch.

## Génération SRAD

### 1996-1997
Apparition des versions SRAD (Suzuki Ram Air Direct) en 1996.

### 1998-1999
Évolution du système de carburation : passage à l'injection (Electronic Fuel Injection).

## Éditions spéciales

### 2005

#### 20thAnniversary
Pour célébrer le vingtième anniversaire de la naissance de ce modèle phare, le constructeur nippon a produit en 2005 deux séries spéciales (une 600 et une 750) « 20e anniversaire ». Limité en France à deux cents exemplaires numérotés et à deux mille exemplaires pour le monde, ce modèle reçoit en plus une peinture aux tons identiques aux premières GSX-R, une bulle fumée, des roulettes de protection, des disques de frein différents, un échappement Yoshimura estampillé GSXR 20th Anniversary, pour 500 euros de plus que le modèle standard.[réf. nécessaire]

### 2010

#### 25thAnniversary Edition

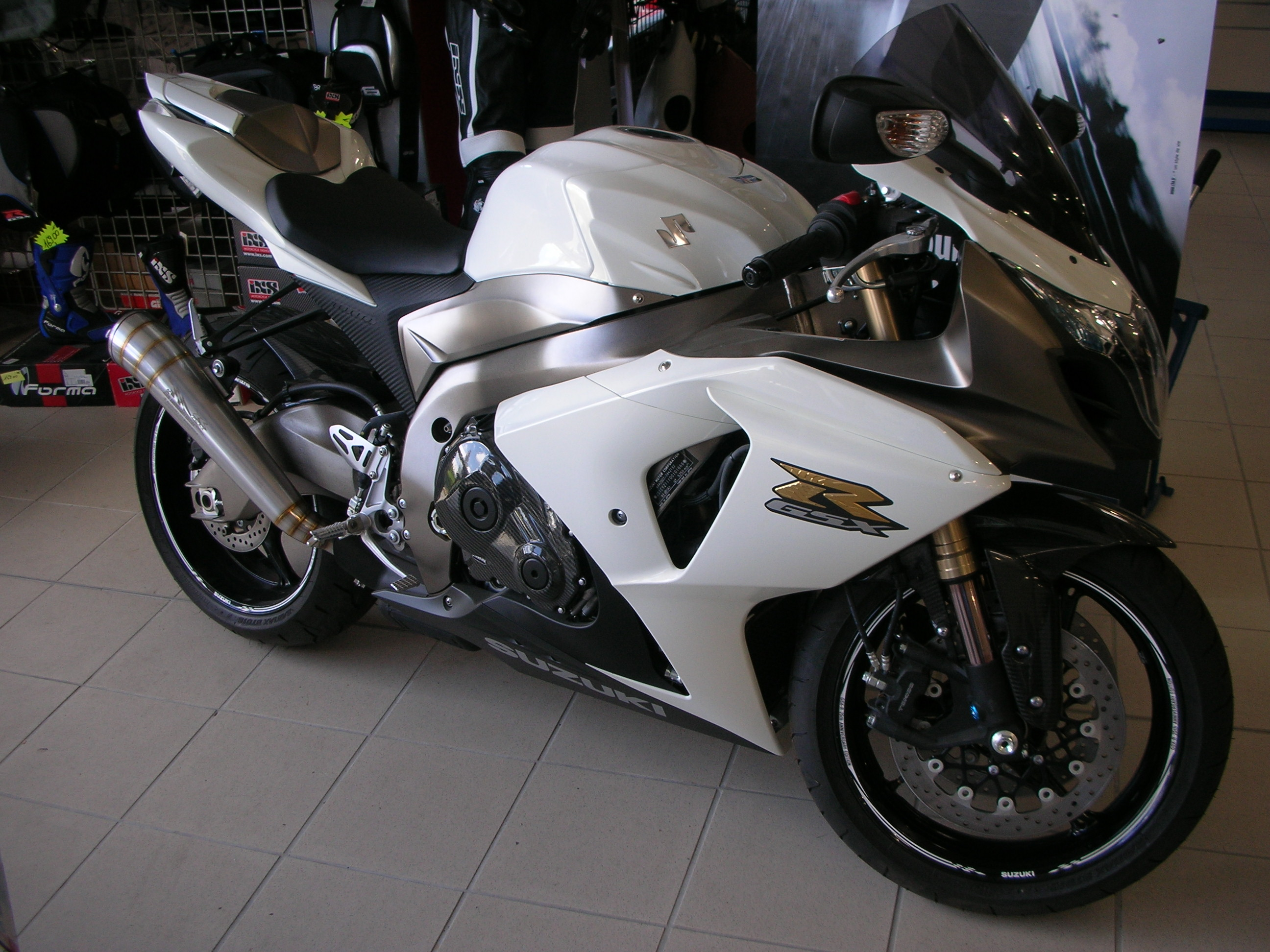
GSX-R 1000 2010 Anniversary Edition no 480/1000.

En 2010, une série spéciale 25th Anniversary Edition est basée sur la GSX-R 1000. Toujours tirée à mille exemplaires, celle-ci a une peinture spéciale blanche et bronze ainsi qu'une couleur de cadre spécifique, bronze lui aussi. Une plaque numérotée est présente sur le té de fourche, la clé elle aussi est spécifique tout comme les jantes gravées « Suzuki » au laser. De nombreuses pièces carbone et un échappement Yoshimura GP EVO gravé 25th Anniversary Edition complètent cette version spéciale. Malgré ces efforts les fans bouderont cette version. En 2011, n'ayant pas écoulé le stock, Suzuki offrira des remises importantes sur cette édition spéciale.
L'importateur anglais fera lui-même ses versions anniversaire à partir de la GSX-R 600 et 750. Ces dernières reprennent les coloris des modèles SRAD et EFI.